# Sindi
Sindi è una città dell'Estonia meridionale, nella contea di Pärnumaa. 
La città sorge sulla sponda sinistra del fiume Pärnu.

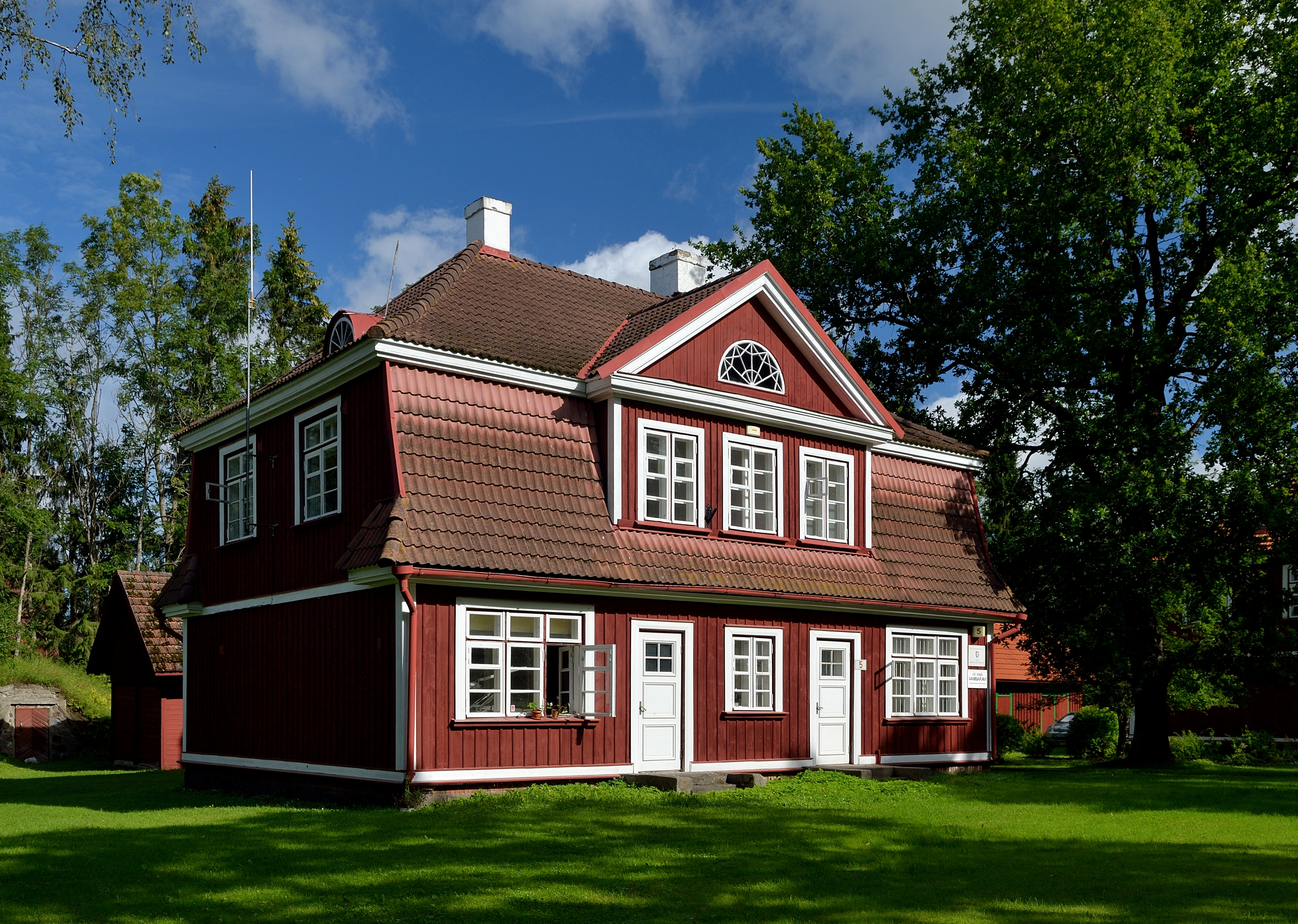
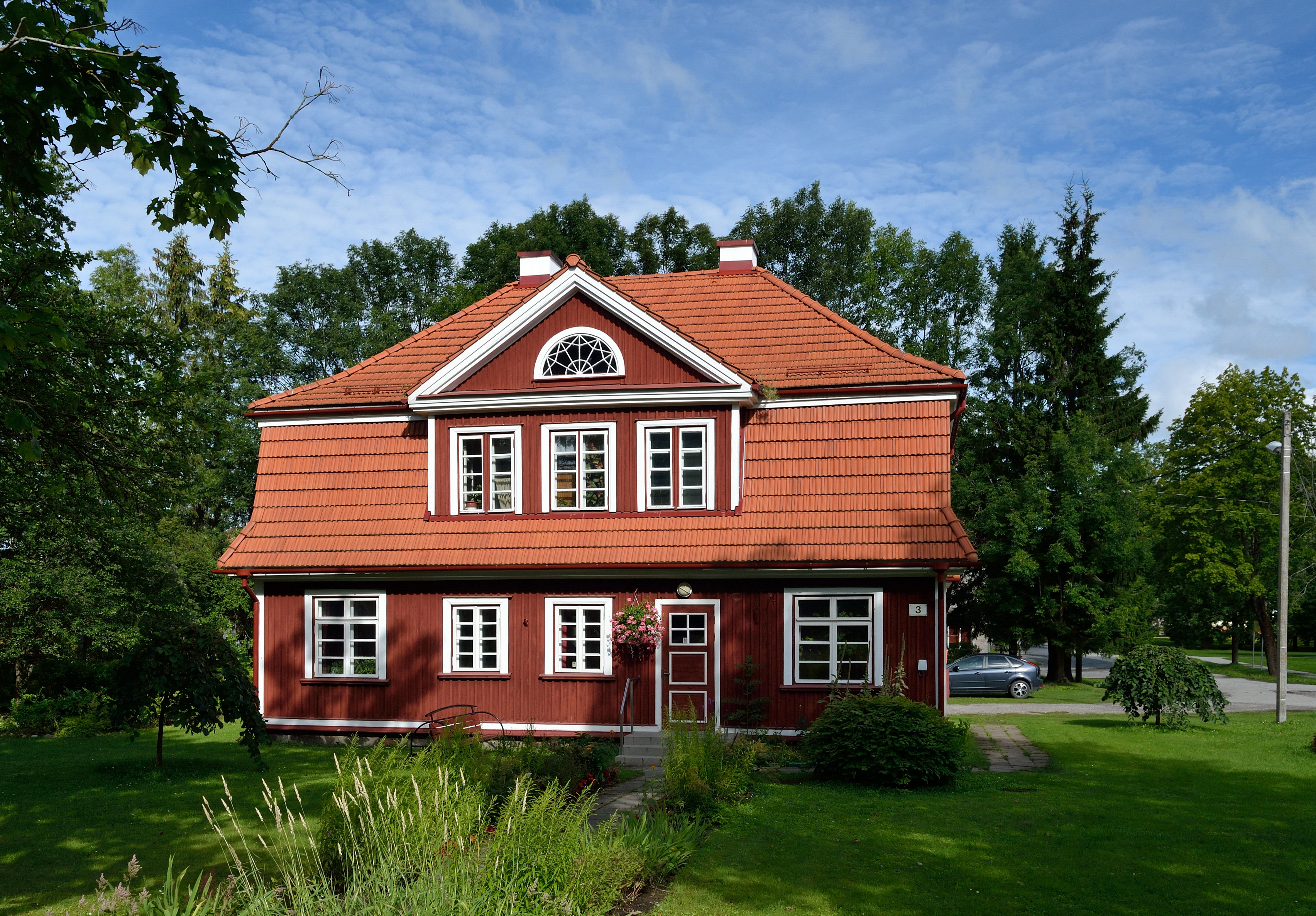
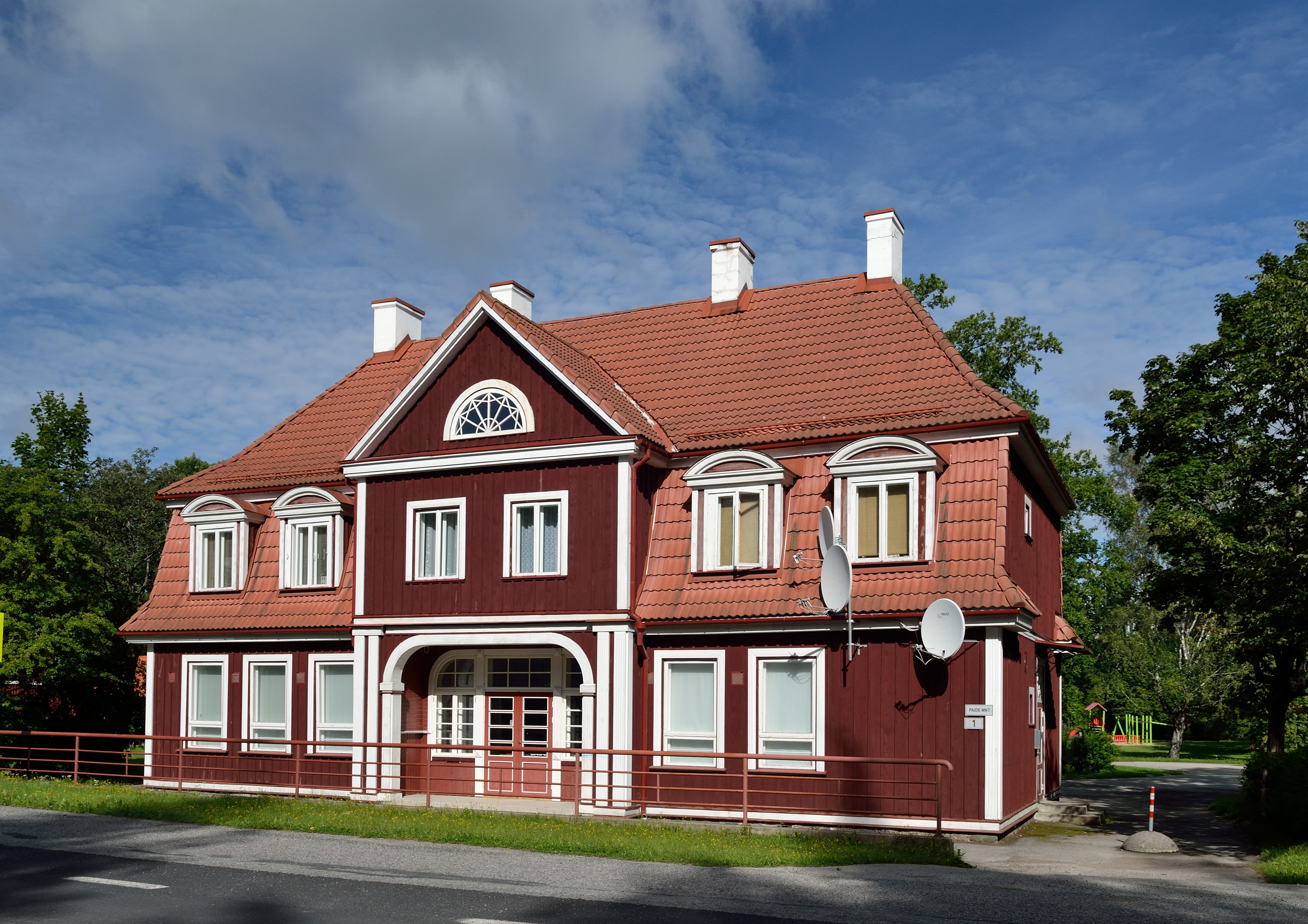
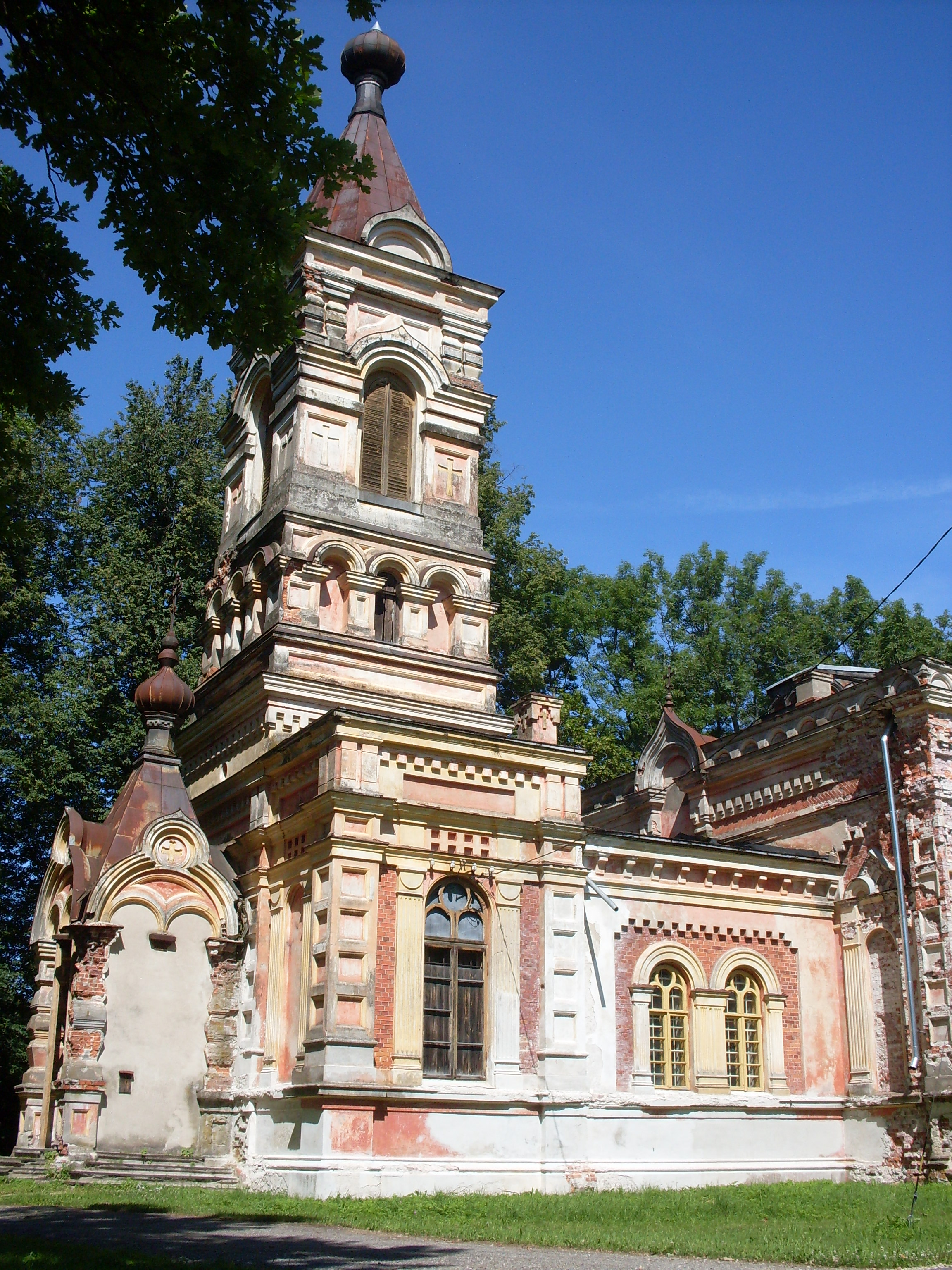